# Донецкий лесхоз
Доне́цкий лесхо́з — хутор в Миллеровском районе Ростовской области.
Входит в состав Первомайского сельского поселения.

## Население
| 2010 |
| ---- |
| 92   |

## Улицы
На хуторе имеется одна улица: Лесхозная.